# Пирослизевая кислота
Пирослизевая кислота — 2-фуранкарбоновая кислота, бесцветные иглы или листочки, плохо растворима в воде (при 0 °С — 2,7 %, при 100 °С — 25 %), растворяется в спирте и эфире. Температура плавления составляет 133 °C, при 100 °C возгоняется. Ультрафиолетовый спектр: максимальная длина волны — 243 нм.

## Синтез
Пирослизевая кислота получила название по исторически первому методу синтеза — пиролизу слизевой кислоты.
В лабораторной практике обычно применяется метод её получения реакцией Канниццаро из значительно более доступного фурфурола либо каталитическим окислением фурфурола кислородом в водной щелочи в присутствии Cu2O и Ag2O.
При 200—205 °C декарбоксилируется, эта реакция применяется в лабораторной практике для синтеза фурана, выход при этом составляет ~75 %.

## Химические свойства
Химические свойства близки к свойствам бензойной кислоты, однако вследствие более высокой, по сравнению с бензольной, электронной плотности фуранового кольца более реакционноспособна в реакциях электрофильного замещения; заместители направляются в положение 5.
Пирослизевая кислота нитруется и сульфируется с образованием, соответственно, 5-нитро и 5-сульфофуран-2-карбоновых кислот.
При осторожном бромировании пирослизевая кислота образует монобромпроизводное — 5-бромфуран-2-карбоновой кислоту, однако бромирование в водной среде идет с деградацией фуранового цикла, в результате чего образуется мукобромная (β-формил-α,β-дибромакриловая) кислота с выходом в 64-67 %.
Пирослизевая кислота гидрируется на палладиевом катализаторе до тетрагидрофуран-2-карбоновой (тетрагидропирослизевой) кислоты.
Для пирослизевой кислоты также характерны реакции с раскрытием цикла под действием окислителей: так, при действии гипобромита натрия происходит раскрытие фуранового кольца с образованием полуальдегида малеиновой кислоты (формилакриловой кислоты). Окисление хлоратом в присутствии пятиокиси ванадия ведет к фумаровой кислоте, в присутствии тетраоксида осмия образуется мезовинная кислота.